# Atom Heart Mother
| 전문가 평가                   | 전문가 평가 |
| 평가 점수                     | 평가 점수   |
| 출처                          | 점수        |
| ----------------------------- | ----------- |
| AllMusic                      | [ 3 ]       |
| Christgau's Record Guide      | D+          |
| The Daily Telegraph           | [ 5 ]       |
| MusicHound Rock               | 2/5         |
| The Rolling Stone Album Guide | [ 7 ]       |
| Sputnikmusic                  | 3/5         |
| Tom Hull                      | C−          |
| Classic Rock                  | [ 10 ]      |

《Atom Heart Mother》는 영국의 록 밴드 핑크 플로이드의 다섯 번째 스튜디오 음반이다. 1970년 10월 2일, 영국에서 하비스트 레코드를 통해 발매되었으며, 같은 해 10월 10일, 미국에서도 발매되었다. 이 음반은 런던의 EMI 스튜디오 (현 애비 로드 스튜디오)에서 녹음되었으며, 핑크 플로이드의 음반 중 처음으로 영국 음반 차트에서 1위를 기록하였다. 미국에서는 최고 55위에 올랐으며, 이후 골드 인증을 받았다.
음반 커버는 힙노시스에서 디자인했으며, 밴드의 이름이나 구성원의 사진이 전혀 포함되지 않은 첫 번째 커버이기도 하다. 이러한 디자인 경향은 1970년대 동안 이후 여러 음반의 커버에서도 계속되었다. 커버에는 초원 위에 서 있는 홀스타인 소 한 마리가 등장한다.
비록 발매 당시 상업적으로 성공을 거두었으나, 밴드의 멤버 특히 로저 워터스와 데이비드 길모어는 이 음반에 대해 부정적인 평가를 내린 바 있다. 리마스터 CD는 1994년 영국과 미국에서 발매되었으며, 2011년에 다시 한 번 재발매되었다. 워터스에게 영향을 주었으며 함께 협업한 경험이 있는 론 기신은 타이틀 곡을 공동 작곡하였다.

## 녹음
핑크 플로이드는 로마에서 영화 《자브리스키 포인트》의 사운드트랙 작업을 마친 후, 그 여파로 다소 불화가 있었던 가운데 음반 작업을 시작하였다. 이후 1970년 초 런던으로 돌아와 리허설을 진행하였다. 로마 세션에서 남은 다수의 아웃테이크들이 이 리허설 동안 새로운 곡들을 구성하는 데 사용되었으며, 그중 일부는 이후까지도 사용되지 않았다. 예를 들어 〈The Violent Sequence〉는 훗날 〈Us and Them〉으로 발전하게 된다.

## 커버 아트
원래 음반 커버는 힙노시스가 디자인하였으며, 홀스타인 소가 목초지에 서 있는 모습을 보여주고 있고, 텍스트나 음반의 내용을 암시하는 다른 단서는 전혀 없다. 이후 일부 재판본에는 제목과 아티스트 이름이 커버에 추가되었다. 이러한 콘셉트는 음반 발매 당시 핑크 플로이드와 연관되어 있던 사이키델릭 스페이스 록 이미지에 대한 밴드의 반응이었다. 밴드는 특정한 이미지나 공연 스타일에 제한되지 않고 모든 종류의 음악을 탐험하고자 했으며, 그래서 새로운 음반의 커버에 "무언가 단순한 것"을 넣어달라고 요청했다. 그 결과가 바로 소의 이미지였다. 스톰 소거슨은 앤디 워홀의 유명한 《소 벽지》에서 영감을 받았으며, 포터스 바 근처의 시골 지역으로 차를 몰고 나가 처음 본 소를 촬영했다고 밝혔다. 소의 주인은 그녀의 이름이 "룰루벨 3세"라고 밝혔다. 뒷면 커버에도 역시 텍스트나 제목 없이 여러 마리의 소들이 등장하며, 내부 게이트폴드에도 소 이미지가 포함되어 있다. 또한, 미국 시장에서 밴드를 성공시키기 위한 캐피틀 레코드의 마케팅 전략의 일환으로 소의 젖 모양을 한 분홍색 풍선이 음반과 함께 제공되었다. 과거의 커버 아트를 되돌아보며 소거슨은 인터뷰에서 "내 생각에 이 소는 핑크 플로이드가 가진 유머 감각의 한 부분을 상징한다. 그들의 유머가 종종 과소평가되거나 잘 알려지지 않은 것 같아 아쉽다."라고 말했다.
1980년대 중반, 희귀 싱글과 B-사이드 곡들을 수록한 해적판 음반 《The Dark Side of the Moo》가 비슷한 커버 디자인으로 등장했다. 《Atom Heart Mother》와 마찬가지로 이 커버에는 어떠한 글자도 없었는데, 이 경우는 예술적 표현보다는 해적판 제작자의 익명성을 보호하기 위한 목적이었다. 한편, KLF의 콘셉트 음반 《Chill Out》의 음반 커버 역시 《Atom Heart Mother》에서 영감을 받았다.

## 곡 목록
| #  | 제목 | 작사·작곡                                                       | 재생 시간 |
| -- | --- | --------------------------------------------------------------- | --------- |
| 1. | 〈Atom Heart Mother〉 I. 〈Father's Shout〉 (2:50) II. 〈Breast Milky〉 (2:33) III. 〈Mother Fore〉 (4:50) IV. 〈Funky Dung〉 (5:15) V. 〈Mind Your Throats Please〉 (2:30) VI. 〈Remergence〉 (5:46) | 닉 메이슨, 데이비드 길모어, 로저 워터스, 리처드 라이트, 론 기신 | 23:44     |

| #  | 제목 | 작사·작곡                      | 재생 시간 |
| -- | --- | ------------------------------ | --------- |
| 2. | 〈If〉 | 워터스                         | 4:31      |
| 3. | 〈Summer '68〉 | 라이트                         | 5:29      |
| 4. | 〈Fat Old Sun〉 | 길모어                         | 5:22      |
| 5. | 〈Alan's Psychedelic Breakfast〉 I. 〈Rise and Shine〉 (3:33) II. 〈Sunny Side Up〉 (4:12) III. 〈Morning Glory〉 (5:15) | 워터스, 메이슨, 길모어, 라이트 | 13:00     |

## 참여 인원

### 연주
- 데이비드 길모어 : 보컬, 기타, 〈Fat Old Sun〉에서 베이스와 드럼
- 로저 워터스 : 베이스, 테이프 이펙트, 〈If〉에서 보컬과 어쿠스틱 기타
- 릭 라이트 : 키보드, 피아노, 오케스트레이션, 〈Summer '68〉에서 보컬
- 닉 메이슨 : 드럼, 타악기, 테이프 이펙트, 〈Alan's Psychedelic Breakfast〉에서 엔지니어링

### 제작
- 존 알디스 코러스 : 보컬
- 앨런 파슨스 : 엔지니어링
- 피터 보운 : 엔지니어링
- 론 기신 : 〈Atom Heart Mother〉에서 오케스트레이션과 공동작곡
- 앨런 스타일스 : 〈Alan's Psychedelic Breakfast〉에서 보컬
- 필립 존스 브라스 앙상블
- 애비 로드 세션 팝 오케스트라
- 제임스 거트리 : 1994년 리마스터링 담당

## 인증
| 국가                                                  | 인증     | 판매량/출하량 |
| ----------------------------------------------------- | -------- | ------------- |
| 오스트리아 (IFPI 오스트리아)                          | 골드     | 25,000*       |
| 프랑스 (SNEP)                                         | 골드     | 100,000*      |
| 독일 (BVMI)                                           | 골드     | 250,000^      |
| 이탈리아 (FIMI) (since 2009)                          | 플래티넘 | 50,000*       |
| 영국 (BPI) 1994 release                               | 골드     | 100,000^      |
| 미국 (RIAA)                                           | 골드     | 500,000^      |
| *판매량을 기반으로 한 인증 ^출하량을 기반으로 한 인증 |          |               |